# 京樂吉本控股
京樂吉本控股（日语：KYORAKU吉本.ホールディングス株式会社）是一家總部設在日本東京都新宿區的人才派遣公司。它作為遊戲機製造商京樂產業和綜合演藝企業吉本興業的合資企業，前者持有其百分之80的股權，而後者則持有剩下的百分之20的股權。其業務包括電視節目製作、活動企劃等，在2016年12月29日之前也是女子偶像團體NMB48的營運公司、以及全體成員（除了兼任和移籍以外）所屬的經紀公司。雖然公司名稱帶有「控股」兩字，實際上並非控股公司。

## 前所屬藝人
- NMB48（2016年12月29日起全部移籍至Showtitle，為吉本興業獨資子公司）
  - Team N：明石奈津子、石田優美、太田夢莉、加藤夕夏、岸野里香、古賀成美、上西恵、城恵理子、須藤凜々花、西澤瑠莉奈、山尾梨奈、山口夕輝、山本彩、吉田朱里
  - Team M：東由樹、石塚朱莉、植村梓、鵜野みずき、沖田彩華、川上礼奈、木下百花、久代梨奈、白間美瑠（AKB48兼任）、武井紗良、谷川愛梨、中野麗来、堀詩音、松村芽久未、三田麻央、村瀬紗英、森田彩花、矢倉楓子
  - Team BII：井尻晏菜、磯佳奈江、植田碧麗、大段舞依、上枝恵美加、川上千尋、木下春奈、日下このみ、黒川葉月、渋谷凪咲（AKB48兼任）、内木志、林萌々香、松岡知穂、薮下柊
  - 選秀研究生：Team N：西仲七海、本郷柚巴 Team BII：安藤愛璃菜、村中有基、安田桃寧
  - 研究生：岩田桃夏、梅山恋和、小嶋花梨、清水里香、上西怜、中川美音、水田詩織、溝川實來、山田壽壽、山本彩加

## 外部連結
- （日語）京樂吉本控股官方網站 （页面存档备份，存于）